# Йовичич, Марко
Марко Йовичич (серб. Марко Јовичић; род. 2 февраля 1995, Белград) — сербский футболист, вратарь. В настоящее время выступает за «Хибернианс».

## Карьера
На молодёжном уровне Марко выступал за команды «Жарково», «Црвена Звезда», «Рад», «Партизан». Взрослую карьеру начал в клубе «Жарково» в 2013 году. В 2015 году перешёл в «Телеоптик».
Спустя год, в январе 2016 года Марко Йовичич стал игроком белградского «Партизана». 15 мая дебютировал в основном составе в гостевом матче против «Радничков». Йовичич вышел на поле с первых минут встречи и отыграл её до конца, пропустив 1 мяч, который стал победным для соперника «Партизана».

## Достижения
- «Партизан»
  - Вице-чемпион Сербии: 2015/2016
  - Обладатель кубка Сербии: 2015/2016